# Optativus
Optativus (tryb życzący) – tryb czasownika występujący w niektórych językach. Wyraża życzenie, nadzieję lub możliwość. Znany jest m.in. w klasycznej grece i sanskrycie, a z żywych języków w farerskim, tureckim, rumuńskim, łotewskim, litewskim, albańskim i innych. Optativus rekonstruowany jest też dla języka praindoeuropejskiego. 
Na język polski optativus tłumaczony jest zwykle przez użycie konstrukcji z wyrażeniami oby, gdyby (tylko) lub w niektórych kontekstach za pomocą trybu przypuszczającego lub rozkazującego, na przykład: gr. klas.: εἴθε ποτέ σοι ἀντιχαρισαίμην – „Obym ci się mógł kiedyś odwdzięczyć!”, tur.: geleyim – „obym mógł przyjść!”, „niech (więc) przyjdę”.